# Chonetidae
Famille
Les Chonetidae sont une famille fossile de Brachiopodes de l'ordre des Strophomenida.

## Liste des sous-familles et genres
Selon la Paleobiology Database (24 août 2023) :
- sous-famille des † Chonetinae Bronn 1862
  - † Boicinetes
  - † Chonetes Fischer de Waldheim 1830
  - † Plebejochonetes
- sous-famille des † Dagnachonetinae Racheboeuf 1981
  - † Corbicularia Ljaschenko 1973
  - † Dagnachonetes
  - † Frankiella
  - † Luanquella
  - † Mamutinetes
  - † Nurochonetes
  - † Pradochonetes
  - † Rhyssochonetes
  - † Sinochonetes
- sous-famille des † Devonochonetinae Muir-Wood 1962
  - † Aseptonetes
  - † Devonochonetes Muir-Wood 1962
  - † Hallinetes Racheboeuf and Feldman 1990
  - † Huananochonetes Wang et al. 1981
  - † Longispina
  - † Montsenetes
  - † Striatochonetes
- sous-famille des † Notiochonetinae Racheboeuf 1992
  - † Allanetes
  - † Notiochonetes
  - † Pleurochonetes
- sous-famille des † Retichonetinae Muir-Wood 1962
  - † Austronoplia
  - † Retichonetes